# Lithonia
Lithonia est une municipalité américaine située dans le comté de DeKalb en Géorgie.
Selon le recensement de 2010, Lithonia compte 1 924 habitants. La municipalité s'étend sur 0,89 milles carrés (2,31 km2).
Son nom provient des mots grecs « litho » (« roche ») et « onia » (« lieu »). Lithonia se trouve en effet dans une région riche en gneiss. La Stone Mountain, à proximité de la ville, est d'ailleurs principalement composée de « gneiss de Lithonia ».

## Démographie
| Groupe            | Lithonia | Géorgie | États-Unis |
| ----------------- | -------- | ------- | ---------- |
| Afro-Américains   | 85,2     | 30,5    | 12,6       |
| Blancs            | 10,4     | 59,7    | 72,4       |
| Autres            | 2,9      | 4,4     | 7,1        |
| Métis             | 1,4      | 2,1     | 2,9        |
| Asiatiques        | 0,2      | 3,3     | 4,8        |
| Total             | 100      | 100     | 100        |
|                   |          |         |            |
| Latino-Américains | 5,8      | 8,8     | 16,7       |

Selon l'American Community Survey, pour la période 2011-2015, 90,32 % de la population âgée de plus de 5 ans déclare parler l'anglais à la maison, 6,22 % l'espagnol, 1,98 le français, 0,94 % un créole français et 0,55 % une autre langue.
| 1880 | 1890  | 1900  | 1910  | 1920  | 1930  |
| ---- | ----- | ----- | ----- | ----- | ----- |
| 266  | 1 182 | 1 208 | 1 428 | 1 269 | 1 457 |

| 1940  | 1950  | 1960  | 1970  | 1980  | 1990  |
| ----- | ----- | ----- | ----- | ----- | ----- |
| 1 554 | 1 538 | 1 667 | 2 270 | 2 637 | 2 448 |

| 2000  | 2010  | - | - | - | - |
| ----- | ----- | - | - | - | - |
| 2 187 | 1 924 | - | - | - | - |